# 明教寺觉皇殿
明教寺觉皇殿位于中国四川省成都市青白江区城厢镇大東街113號，城廂中學內，是原明教寺建筑群仅存的建筑。
明教寺始建于南朝的齊梁間。現存的明教寺覺皇殿，主体部分始建于明洪武早期（1368-1382年），是四川省內為數不多的明代早期建築之一，保留了四川地区明代早期木构建筑的营造特色。該建築坐北朝南，占地面積407平方米，通高9米，面闊五間，進深三間，清代於後簷增建一間，成為進深四間。大殿為抬梁式結構，單簷歇山頂，簷下周施五踩鬥棋。整座建築主體結構保存完好，殿內還保存有大量珍貴的明代建築彩畫，井有6.8米高的大佛像、真人大小的懸塑童子等附屬文物。
1981年公布为成都市文物保护单位。2012年7月16日公佈為四川省文物保護單位。